# Cantone di Ferrette
Il Cantone di Ferrette era una divisione amministrativa dell'arrondissement di Altkirch.
A seguito della riforma approvata con decreto del 21 febbraio 2014, che ha avuto attuazione dopo le elezioni dipartimentali del 2015, è stato soppresso.

## Composizione
Comprendeva i comuni di
- Bendorf
- Bettlach
- Biederthal
- Bouxwiller
- Courtavon
- Durlinsdorf
- Durmenach
- Ferrette
- Fislis
- Kiffis
- Kœstlach
- Levoncourt
- Liebsdorf
- Ligsdorf
- Linsdorf
- Lucelle
- Lutter
- Mœrnach
- Mooslargue
- Muespach
- Muespach-le-Haut
- Oberlarg
- Oltingue
- Raedersdorf
- Roppentzwiller
- Sondersdorf
- Vieux-Ferrette
- Werentzhouse
- Winkel
- Wolschwiller